# Подольское (Черкасская область)
Подольское (укр. Подільське)  — село в Золотоношском районе Черкасской области Украины. Административный центр Подольского сельского совета.

## Географическое положение
Село расположено на равнинной местности в 8 км северо-западнее районного центра — города Золотоноша.

## История
В июле 1995 года Кабинет министров Украины утвердил решение о приватизации находившегося здесь совхоза.